# Hasbani
La Hasbani ou Senir, en arabe: الحاصباني et en hébreu שְׂנִיר (śĕnîr), est une rivière du Proche-Orient, tributaire du Jourdain. Ses eaux proviennent essentiellement de deux sources situées au Liban dans les villages de Wazzani et Haqzbieh.
La Hasbani coule pendant près de 40 km en territoire libanais avant de passer en Israël. Elle forme ensuite le Jourdain en rejoignant la Baniyas et la Dan.
Un plan de dérivation des sources du Jourdain a été élaboré par la Ligue arabe visant à dériver le Hasbani et le Banias, deux affluents du Jourdain, afin qu'ils ne se déversent pas dans le lac de Tibériade. L'objectif de ce plan d’ingénierie hydraulique est de réduire le potentiel de développement d'Israël, dans le contexte du conflit israélo-arabe. En effet, depuis 1953, Israël a lancé un vaste projet d'irrigation, l'aqueduc national d'Israël, visant à transférer les ressources hydriques du nord du pays vers le sud, beaucoup plus aride. Le plan de dérivation est approuvé par la Ligue arabe en 1964 mais des bombardements menés par l'aviation israélienne sur la Syrie en avril 1967 portent un coup d'arrêt au projet.